# П
П هو حرف من الأبجدية السيريلية، يقابلة بالعربية الحرف پ أو P وينطق نطقه طالما لم يسبقه حرف علة تذوقي وفي هذه الحالة ينطق پي. ينحدر هذا الحرف من الحرف اليوناني پاي. ومن الجدير بالذكر أن هنالك تشابه بينه وبين الحرف Л،الذي ساقه اليسرى منحنية. عند كتابة هذا الحرف بالكتابة السريعة فإنه يشبه في كتابته الحرف اللاتيني N في الحالة الصغيرة.